# Jacques I. Androuet du Cerceau

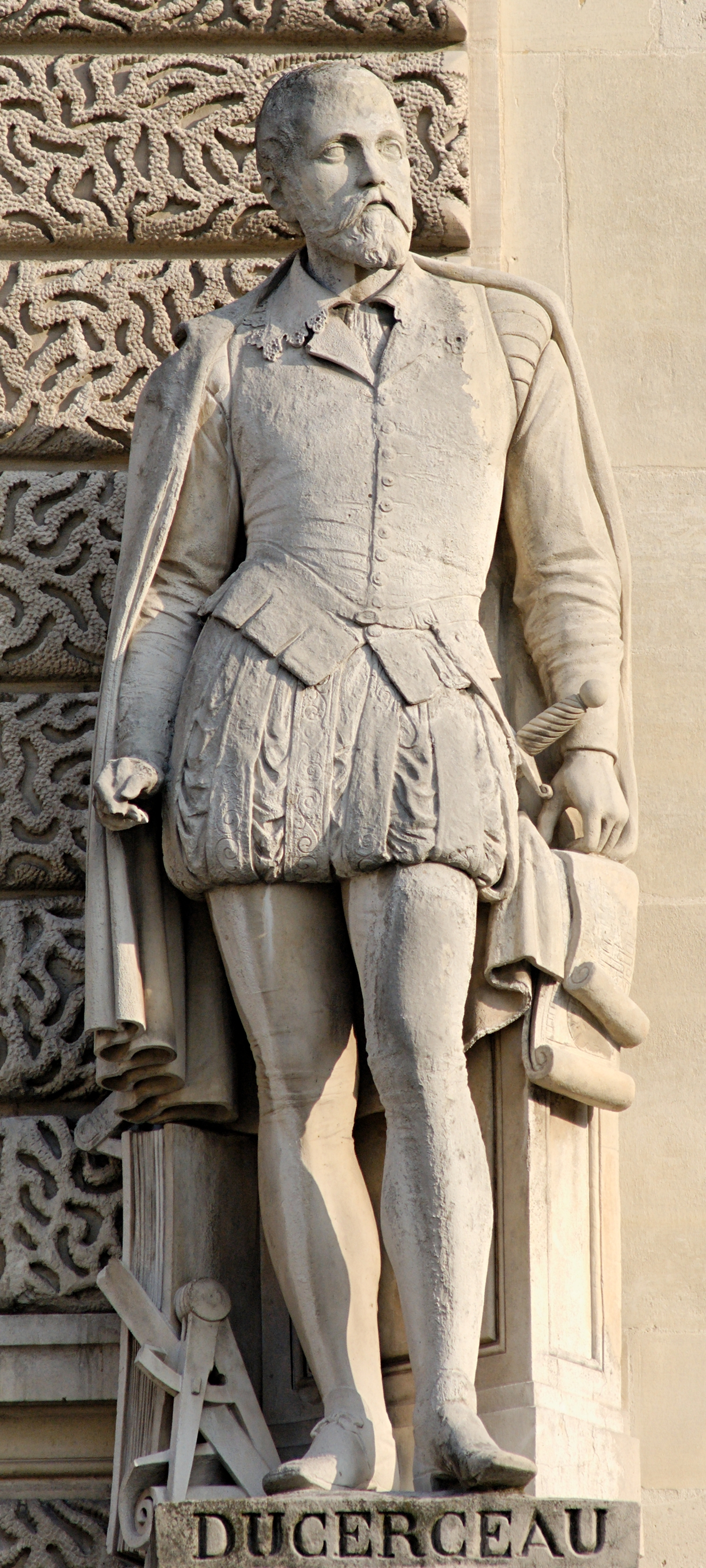
Statue Jacques Androuet du Cerceaus am Louvre

Jacques I. Androuet du Cerceau, auch Jacques Androuet du Cerceau der Ältere genannt, (* zwischen 1510 und 1520 in Paris; † 1585/1586 in Annecy) war ein französischer Architekt, Architekturtheoretiker, Zeichner und Kupferstecher. Er begründete die Familiendynastie Androuet du Cerceau, die während des 16. bis 18. Jahrhunderts zahlreiche Architekten und Künstler hervorbrachte.
Jacques I. Androuet du Cerceau ist nicht durch sein architektonisches Schaffen bekannt (ihm konnte als Architekt bis heute kein einziges Gebäude mit Sicherheit zugeordnet werden), sondern vielmehr durch seine zahlreichen Schriften und Stichwerke, welche die französische Baukunst seiner Zeit und der nachfolgenden Generation maßgeblich beeinflussten. Gemeinsam mit Pierre Lescot, Philibert Delorme und Jean Bullant war er einer der Wegbereiter des französischen Klassizismus des 17. und 18. Jahrhunderts.

## Leben
Androuet du Cerceau wurde als Sohn eines Weinhändlers in Paris geboren und unternahm eine Studienreise nach Italien, während der er die römischen Bauwerke des Altertums studierte, aber auch die Werke Donato Bramantes kennenlernte. Reginald Blomfield datiert diese Reise in die Zeit zwischen 1531 und 1534. Babelon hingegen nimmt sie für die Jahre zwischen 1539 und 1544 an, während denen du Cerceau Mitglied der Entourage des französischen Botschafters in Rom, Kardinal Georges d’Armagnac, gewesen sein soll.
Nach seiner Rückkehr siedelte er sich zuerst in Montargis an und ging vor 1550 nach Orléans, wo er eine eigene Kupferstich-Werkstatt eröffnete. Seine ersten Veröffentlichungen trugen als Signatur ein ringförmiges Zeichen (französisch: cerceau), nach dem sich der Künstler fortan benannte.
Gegen Ende der 1550er Jahre siedelte Jacques I. Androuet du Cerceau nach Paris über und veröffentlichte dort sein erstes Livre d’architecture, das er dem französischen König Heinrich II. widmete. Die französischen Religionskriege zwangen den gläubigen Hugenotten du Cerceau aber, das unsichere Paris 1565 zu verlassen und wieder Zuflucht in Montargis zu suchen. Das dortige Schloss wurde seit 1560 von Renée de France bewohnt, die dort während der religiösen Unruhen zahlreichen Calvinisten Zuflucht gewährte. Du Cerceau konnte sie als Mäzenin für sich gewinnen und arbeitete nach ihrem Tod für ihre Tochter Anna und deren Mann Jacques de Savoie, Herzog von Nemours. In welchem Umfang dies geschah, ist bis heute unter Historikern umstritten.
Jacques Androuet du Cerceau starb 1585 oder 1586 in Annecy.

## Nachkommen
Jacques I. Androuet du Cerceau hinterließ mindestens drei Söhne und eine Tochter.
- Baptiste Androuet du Cerceau (* zwischen 1540 und 1544; † 1590)
- Jacques II. Androuet du Cerceau (* um 1550; † 1614)
- Charles Androuet du Cerceau († 1606)
- Julienne[8], ⚭ Jean de Brosse, Mutter Salomons de Brosse

## Werke und Einfluss
- um 1540[9]: Petites habitations

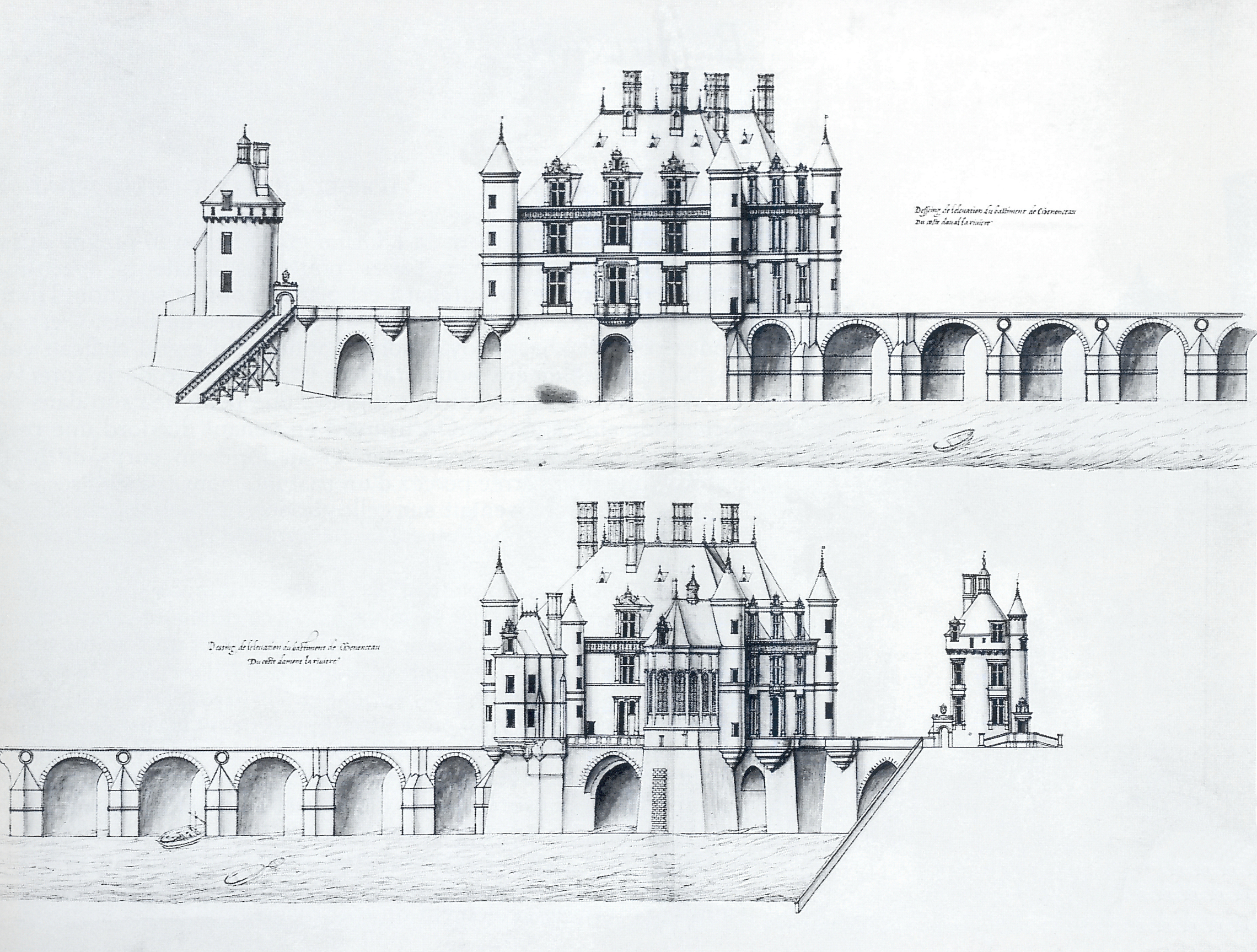
Du Cerceaus Ansichten des Schlosses Chenonceau dienten als Vorlage für Restaurierungen am Gebäude.

- 1549: Livre d’arcs (Quinque et viginti exempla arcuum)
- 1550: Arcs et monuments antiques (XXX exempla arcuum, partim ab ipso inventa, partim ex veterum sumpta monumenta) und Moyens temples
- 1551: Fragmenta structurae veteris und Vues d’optique
- 1559: [Premier] Livre d’architecture
- 1561: Second livre d’architecture
- 1566: Livre des grotesques
- 1576: Leçons de perspective positive und Le premier volume des plus excellents Bastiments de France
- 1579: Le second volume des plus excellents Bastiments de France
- 1582: [Troisième] Livre d'architecture
- 1583: Petit traitté des cinq ordres de colonnes
- 1584: Livre des édifices antiques romains

Obwohl Jacques I. Androuet du Cerceau den Titel architecte du roi trug, ist bisher kein Bauwerk bekannt, das ihm als Architekten mit Gewissheit zugeordnet werden kann. Seine große Bedeutung für die Architekturgeschichte gründet sich vielmehr auf seine zahlreichen Publikationen zu Gebäuden und architektonischen Themen. Seine beiden Bände von Les plus excellents Bastiments de France waren in ihrer Art nicht nur einzigartig in Europa, sondern gehören auch heute noch zu den meistzitierten Architekturpublikationen. Das genaue Aussehen vieler nicht erhaltener Gebäude in Frankreich, beispielsweise das der Schlösser Madrid, Bury und Verneuil, ist nur durch du Cerceaus Stichwerk bekannt. Seine Werke dienten schon mehrfach als Vorlage für originalgetreue Restaurierungen französischer Schlösser und Gärten, wie zum Beispiel für die Wiederherstellung der Gartenanlagen des Schlosses Villandry ab 1906 oder die Restaurierung des Schlosses Chenonceau in der zweiten Hälfte des 19. Jahrhunderts.

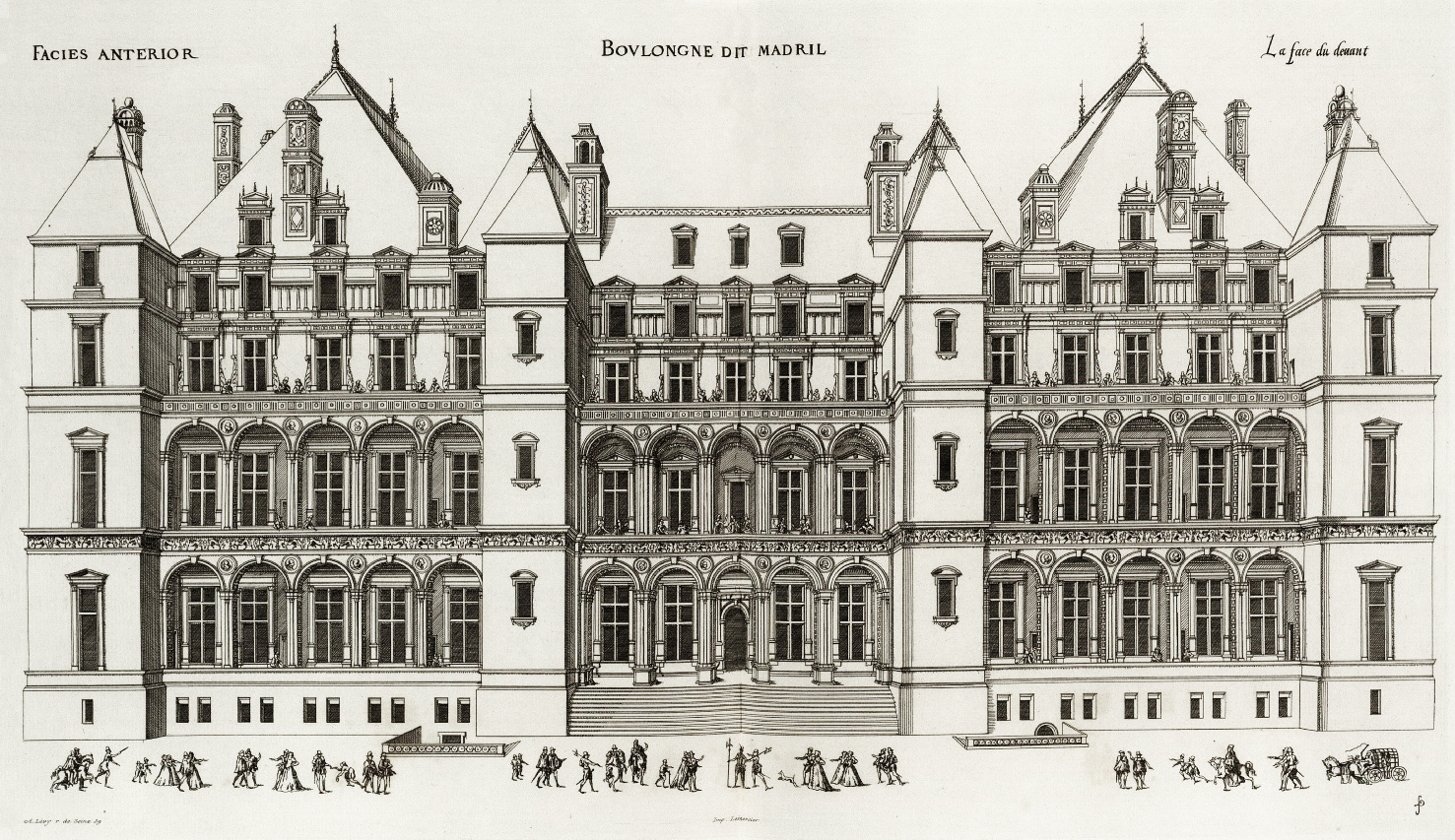
Das genaue Aussehen des einstigen Schlosses Madrid ist nur durch du Cerceaus Stiche bekannt.

Aufgrund der Widmungen in seinen Publikationen wird Jacques I. Androuet du Cerceau oft als Architekt des Schlosses Verneuil für den Herzog von Nemours bezeichnet, dies ist jedoch stark umstritten, zumal du Cerceau selbst niemals eine Urheberschaft der Pläne für sich beanspruchte. Ähnliches gilt für das Schloss Charleval, das er für Karl IX. errichtet haben soll, doch auch dafür fehlen bis zum heutigen Tag stichhaltige Beweise. Außer Frage steht jedoch, dass Androuet du Cerceaus Werk die Gestaltung zahlreicher französischer Schlösser inspiriert hat. Dazu zählen unter anderem Gabrielle d’Estrées’ Schloss Montceaux, Maria de’ Medicis Palais du Luxembourg oder das Schloss Wideville.
Neben den zahlreichen Bauwerkstichen fertigte Jacques Androuet du Cerceau auch Zeichnungen von Ornamenten, Möbeln und innenarchitektonischen Elementen sowie Gold- und Silberschmiedearbeiten an. Viele von ihnen wurden aufgrund der großen Nachfrage nach Inneneinrichtungen im „Stil Heinrichs II.“ in den 1880er Jahren durch Edouard Baldus mittels Heliografie vervielfältigt und in zwei Bänden publiziert.